# Eiya Hashimoto
Pour les articles homonymes, voir Hashimoto.
Eiya Hashimoto (橋本 英也, Hashimoto Eiya), né le 15 décembre 1993 à Gifu) est un coureur cycliste japonais, spécialiste des épreuves d'endurance sur piste. 

## Biographie
Lors des années 2010, Eiya Hashimoto est l’un des meilleurs cyclistes de son pays. C'est sur la piste qu'il obtient ses plus grands succès. Après plusieurs médailles les années précédentes, il remporte un total de treize médailles d'or dans diverses disciplines d'endurance aux championnats d'Asie entre 2016 à 2025. Il remporte également six médailles, dont trois titres aux Jeux asiatiques en 2014, 2018 et 2022. En outre, il compte deux victoires en Coupe des nations et de nombreux titres de champion du Japon. Il obtient des résultats aussi bien individuellement ainsi que dans la poursuite par équipes, où il forme un quatuor performant avec ses coéquipiers de Bridgestone, notamment Kazushige Kuboki, Naoki Kojima, Shoi Matsuda et Shunsuke Imamura. Fin 2024, Hashimoto quitte l'équipe Bridgestone après de nombreuses années et rejoint l'équipe Kinan Racing.
Hashimoto participe aux Jeux olympiques d'été de 2020 et 2024 en cyclisme sur piste, sans résultats notables. Lors de la Ligue des champions de 2023, il remporte la première course scratch et termine sixième au classement général de l'endurance. Il ne participe pas à l'édition 2024 en raison d'une blessure. Malgré de nombreuses participations, il n'a pas réussi à remporter de médaille aux championnats du monde. Son meilleur classement est une cinquième place sur la course aux points en 2016.

## Palmarès sur piste

### Jeux olympiques
- Tokyo 2020
  - 15e de l'omnium
- Paris 2024
  - 10e de la poursuite par équipes

### Championnats du monde
- Cali 2014
  - 12e de l'omnium
- Londres 2016
  - 5e de la course aux points
- Apeldoorn 2018
  - 10e de l'omnium[3]
- Pruszków 2019
  - 7e de l'omnium

### Coupe du monde
- 2017-2018
  - 2e de l'omnium à Santiago
- 2019-2020
  - 3e de l'omnium à Brisbane

### Coupe des nations
- 2021
  - 1er de l'omnium à Hong Kong
  - 1er de la course à l'élimination à Hong Kong
  - 3e de la poursuite par équipes à Hong Kong
  - 3e de l'américaine à Hong Kong
- 2023
  - Classement général de la course à l'élimination
  - 1er de la course à l'élimination à Jakarta
- 2024
  - 2e de la poursuite par équipes à Hong Kong
  - 3e de l'américaine à Hong Kong

### Ligue des champions
- 2023
  - 1er du scratch à Palma
  - 2e de l'élimination à Berlin

### Championnats d'Asie
- New Delhi 2013
  -  Médaillé d'argent de la poursuite par équipes
- Astana 2014
  -  Médaillé d'argent de l'omnium
- Izu 2016
  -  Champion d'Asie de l'omnium
- Nilai 2018
  -  Champion d'Asie de l'omnium
- Jakarta 2019
  -  Champion d'Asie de l'omnium
  -  Médaillé d'argent de la poursuite par équipes
  -  Médaillé de bronze de l'américaine
- Jincheon 2020
  -  Champion d'Asie de poursuite par équipes (avec Kazushige Kuboki, Shunsuke Imamura, Keitaro Sawada et Ryo Chikatani)
  -  Champion d'Asie de l'omnium
  -  Médaillé d'argent de l'américaine
- New Delhi 2022
  -  Champion d'Asie de la poursuite par équipes (avec Shoi Matsuda, Kazushige Kuboki, Naoki Kojima et Shunsuke Imamura)
  -  Champion d'Asie de la course scratch
- Nilai 2023
  -  Champion d'Asie de l'élimination
  -  Champion d'Asie de l'omnium
- New Delhi 2024
  -  Champion d'Asie de la poursuite par équipes (avec Shoi Matsuda, Kazushige Kuboki, Naoki Kojima et Shunsuke Imamura)
  -  Champion d'Asie de l'omnium
- Nilai 2025
  -  Champion d'Asie de l'élimination
  -  Champion d'Asie de l'américaine (avec Kazushige Kuboki)
  -  Médaillé d'argent de la poursuite par équipes

### Jeux asiatiques
- Incheon 2014
  -  Médaillé d'or de l'omnium
  -  Médaillé de bronze de la poursuite par équipes
- Jakarta 2018
  -  Médaillé d'or de l'omnium
  -  Médaillé de bronze de la poursuite par équipes
  -  Médaillé de bronze de l'américaine
- Hangzhou 2022
  -  Médaillé d'or de la poursuite par équipes

### Jeux de l'Asie de l'Est
- 2013
  -  Médaillé d'argent de la poursuite

### Championnats nationaux
- Champion du Japon de poursuite : 2011, 2012, 2013 et 2014
- Champion du Japon de poursuite par équipes : 2011, 2012, 2014, 2019, 2021, 2023 et 2024
- Champion du Japon de l'omnium : 2013, 2017 et 2019
- Champion du Japon de course à l'américaine : 2014 (avec Hiroaki Harada) et 2019 (avec Kazushige Kuboki)
- Champion du Japon de course aux points : 2013, 2014 et 2020
- Champion du Japon du scratch : 2019 et 2023
- Champion du Japon de course à élimination : 2023 et 2024

## Palmarès sur route

### Par années
- 2013
  - 2e du championnat du Japon du contre-la-montre espoirs

### Classements mondiaux
| Année         | 2016 |
| ------------- | ---- |
| UCI Asia Tour | 653e |